# Waggis

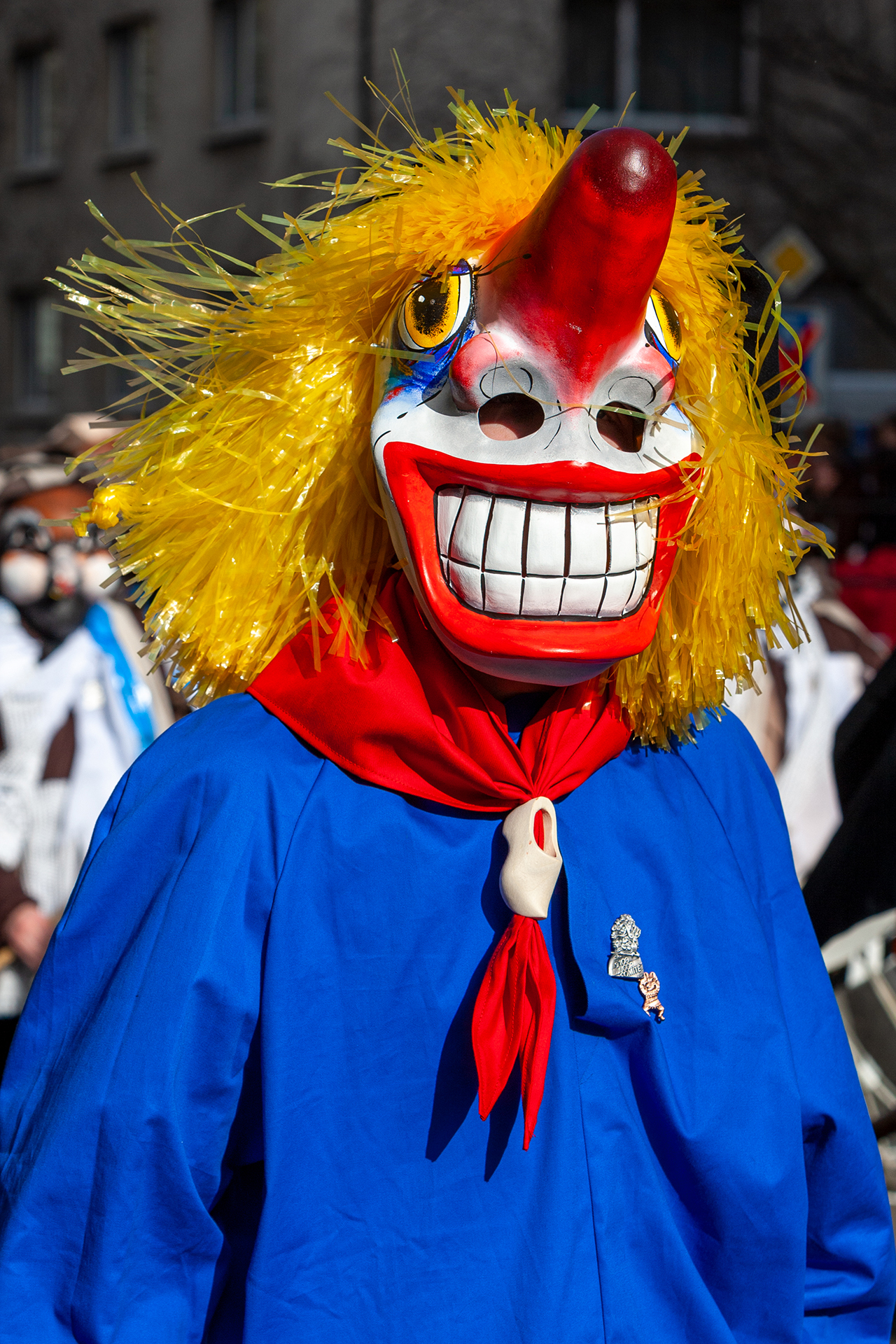
Waggis, Basler Fasnacht (2010)

Waggis auf einem Plakat von Otto Plattner (1934)

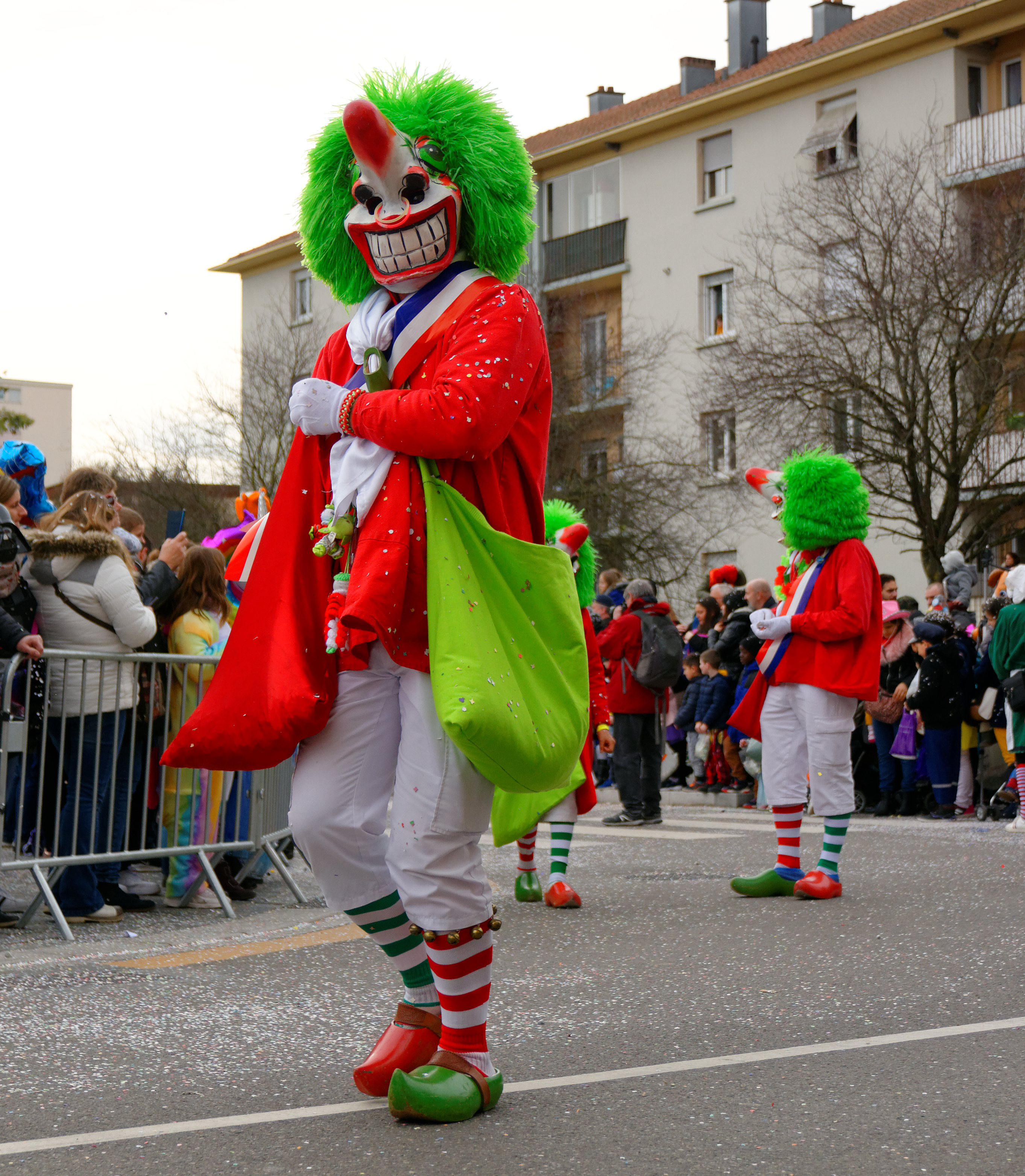
Waggis bei der Fasnacht in Riedisheim im Elsass (2020)

Der Waggis ist eine traditionelle Figur der alemannischen Fastnacht und insbesondere Basler Fasnacht  mit imposanter Larve, die einen Elsässer Tagelöhner darstellt.

## Wortherkunft
Waggis – jenseits von Basel zumeist Wagges oder Wackes geschrieben – ist ein in grossen Teilen des oberdeutschen und mitteldeutschen Sprachraums bekanntes Wort, das vielfach die Bedeutung «liederlicher Mensch, Grobian, Rüppel, Nichtsnutz, Taugenichts, Herumtreiber, Lümmel, Strolch» hat; regional vorkommende Bedeutungen sind «kleines oder dickes Kind, (untersetzter) kräftiger Kerl, plumper Mann, Bahnarbeiter, Saarschiffer», und überdies ist es als Schimpfwort für die Elsässer und Lothringer bekannt.
Für die Herkunft des Wortes gibt es verschiedene Erklärungen. Die wohl wahrscheinlichste hat erstmals 1902 der baselstädtische Volkskundler Eduard Hoffmann-Krayer postuliert, und weiter ausgeführt wurde sie 1963/64 vom Freiburger Germanisten Otmar Werner. Hiernach liegt Waggis, Wackes das schriftdeutsch ausgestorbene, dialektal aber da und dort noch lebendige wagge(n), wacke(n) «sich hin und her bewegen, wackeln, schwanken» zugrunde. Ein Waggis, Wackes ist demzufolge jemand, der «umherwackt», also umherzieht, herumlungert oder herumwackelt. Die Übertragung dieser Bedeutung auf die Bewohner des Elsass und Lothringens hat damit klar pejorativen Charakter.

## Kostüm und Charakter
Der Waggis trägt ein blaues Hemd, eine weisse Hose, ein rotes Foulard (Halstuch), einen überdimensionierten weissen Hemdkragen, (zu) grosse «Zoggeli» (Holzschuhe) und manchmal eine Zipfelmütze (die übergezogen wird, wenn die Larve nicht getragen wird). Die Larve (Maske) trägt in der klassischen Version einen blonden Schopf aus gelbem Bast. Traditionelle Accessoires sind die Rosette (Kokarde) in den Farben der französischen Trikolore (blau-weiss-rot) sowie ein Einkaufsnetz mit Gemüse, allenfalls auch ein gewaltiger Beinknochen oder vergleichbarer Knüppel aus Holz. Ursprünglich war es der «Munifisel», ein aufgeschnittener getrockneter und verdrillter Bullenharnleiter, der zum Treiben des Viehs verwendet wurde. Die traditionell rot gehaltene Nase verweist auf den übermässigen Weinkonsum der Persiflierten. Aus der ursprünglich nur zur Hervorhebung leicht vergrösserten Nase ist in der Zwischenzeit ein monströses Gebilde geworden, wie auch die Larve an sich über die Zeit immer grösser wurde. Der Waggis ist ein grober Habitus und wird als solcher eher von Wagencliquen und von Einzellarven getragen. Auch für Kinder wird der «Waggis» gerne als Maskierung gewählt. Für Trommler und Pfeifer ist die Waggislarve dagegen unüblich.
Der Waggis gibt sich als Luusbueb, der gerne Schabernack treibt, dabei allerdings nicht als Clown verstanden werden will. Sein wichtigstes Werkzeug ist seine Stimme, mit der er «intrigiert», das heisst lauthals spottet, provoziert und Witze reisst. Der Waggis ist dank dem Verteilen kleiner Gaben (früher Obst und Gemüse, heute oft Süssigkeiten) beliebt und durch das Hineinstopfen von Räppli (Konfetti) unter die Kleider der Zuschauer aber auch gefürchtet.